# Thompson Mann
Harold Thompson Mann (* 1. Dezember 1942 in Norfolk, Virginia; † 4. April 2019 in Amesbury, Massachusetts) war ein Schwimmer aus den Vereinigten Staaten. Er gewann 1964 eine olympische Goldmedaille mit der Lagenstaffel.

## Karriere
Thompson Mann trainierte zusammen mit Jed Graef bei Bob Alexander in North Jersey. Während seines Studiums an der University of North Carolina trainierte er bei Pat Earey.
Am 3. September 1964 stellte Mann mit 1:00,0 einen Weltrekord über 100 Meter Rücken auf und verbesserte damit den nur wenige Tage alten Rekord des Deutschen Ernst-Joachim Küppers. Da bei den Olympischen Spielen 1964 in Tokio kein Wettbewerb über 100 Meter Rücken angeboten wurde, trat Mann in Tokio nur mit der 4-mal-100-Meter-Lagenstaffel an. Im Vorlauf qualifizierten sich Richard McGeagh, Virg Luken, Walter Richardson und Robert Earl Bennett mit einer Zeit von 4:05,1 Minuten als schnellste Staffel für das Finale. Im Finale siegten Thompson Mann, Bill Craig, Fred Schmidt und Robert Earl Bennett in der Weltrekordzeit von 3:58,4 Minuten und waren damit die erste Lagenstaffel unter der Vier-Minuten-Grenze. Thompson Mann war in 59,6 Minuten angeschwommen und hatte damit seinen 100-Meter-Rücken-Weltrekord um 0,4 Sekunden verbessert. Damit war Thompson Mann nicht nur Mitglied der ersten Lagenstaffel unter vier Minuten, sondern auch der erste Rückenschwimmer mit einer 100-Meter-Zeit von unter einer Minute. Beide Weltrekorde wurden 1967 unterboten.
Thompson Mann gewann 1965 alle vier Meisterschaften der Amateur Athletic Union, sowohl über 100 Meter als auch über 200 Meter siegte er in der Halle und im Freien. Er nahm auch an der Universiade in Budapest teil. Dort belegte er über 200 Meter Rücken den dritten Platz und siegte mit der Lagenstaffel.
Nach seiner Graduierung in North Carolina besuchte er das Medical College in Virginia. Als Arzt arbeitete er zunächst in San Francisco und kehrte dann nach Virginia zurück. Am Ende seiner beruflichen Laufbahn praktizierte er in Massachusetts. 1984 wurde er in die International Swimming Hall of Fame aufgenommen.